# 德维尔
德维尔（法語：Deville，法語發音：[dəvil]）是法国大東部大區阿登省的一个市镇，属于沙勒维尔-梅济耶尔区。

## 地理
德维尔（49°52'51"N, 4°42'20"E）面积7.83 平方千米，位于法国大東部大區阿登省，该省份为法国北部内陆省份，西接埃纳省，南至马恩省，东临默兹省，北与比利时接壤。
与德维尔接壤的市镇（或旧市镇、城区）包括：莱富尔、莱马聚尔、蒙泰梅。

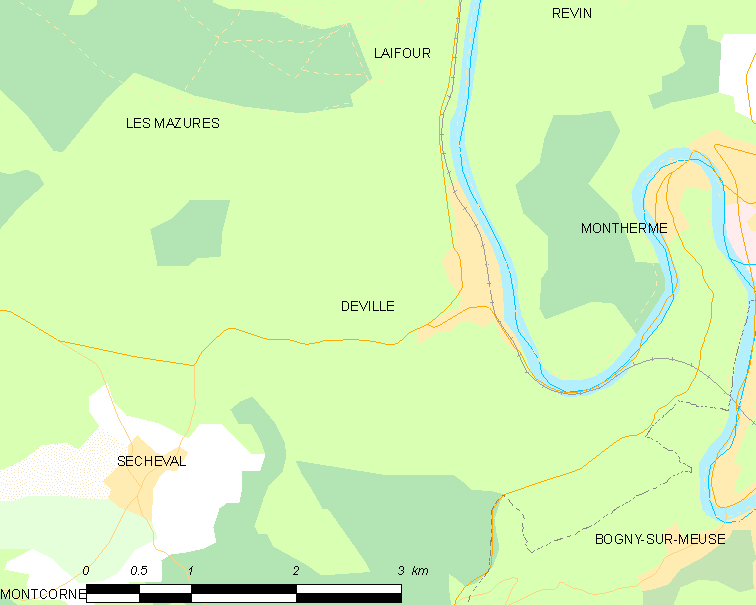
德维尔的OSM定位图

德维尔的时区为UTC+01:00、UTC+02:00（夏令时）。

## 行政
德维尔的邮政编码为08800，INSEE市镇编码为08139。

## 政治
德维尔所属的省级选区为默兹河畔博尼县。

## 人口

1962-2008年间德维尔人口变化图示

德维尔于2022年1月1日时的人口数量为1044人。